# Merritt Ruhlen
Merritt Ruhlen, né le 10 mai 1944 à Washington (district de Columbia) et mort le 29 janvier 2021 à Palo Alto, est un linguiste américain connu pour son travail sur la classification des langues. Il a étudié à l’Université Rice, l’Université de Paris, l’Université de l'Illinois et l’Université de Bucarest, avant d’obtenir son Ph.D. à l’Université Stanford où il a enseigné jusqu'à sa mort.

## Biographie
Merritt Ruhlen a étudié à l’Université Rice, à l’Université de Paris, à l’Université de l'Illinois et à l’Université de Bucarest.
En 1973, il obtient un  Ph.D. à l’Université Stanford en soutenant un mémoire de thèse sur l'analyse générative de la morphologie du roumain.
Par la suite, Merritt Ruhlen a travaillé plusieurs années comme assistant de recherche sur le  Stanford Universals Project, dirigé par Joseph Greenberg et Charles A. Ferguson.
À partir de 1994, il devient conférencier en sciences anthropologiques et biologie humaine à Stanford, ainsi que co-directeur, avec Murray Gell-Mann et Sergueï Starostine, du programme de l'Institut de Santa Fe sur l'évolution du langage humain.
Depuis 2005, Merritt Ruhlen est conseiller consultatif sur le projet génographique.

## Œuvres principales

### Traductions françaises
Merritt Ruhlen (trad. Pierre Bancel, préf. André Langaney), L'origine des langues : sur les traces de la langue mère [« The Origin of language: tracing the evolution of the mother tongue »], Paris, Belin, coll. « Débats », 1996, 287 p. (ISBN 978-2-7011-1757-7)

### En anglais
- A Guide to the Languages of the World (1975)
- A Guide to the World’s Languages (1987)
- On the Origin of Languages: Studies in Linguistic Taxonomy (1994)